# Spiegelgasse 207 (Landshut)
Das Ehemalige Kapitelhaus des Kollegiatstiftes St. Martin und St. Kastulus ist ein denkmalgeschütztes Gebäude in der Altstadt von Landshut mit der Adresse Spiegelgasse 207.

„1804-1914 Fronfeste, zweigeschossiger Eckbau mit Satteldach und Aufzugsgaube, im Kern 1338 (dendrochronologisch datiert), im 17. Jahrhundert aus zwei mittelalterlichen Bauten zusammengewachsen, Dachtragwerk 1738 (dendrochronologisch datiert)“

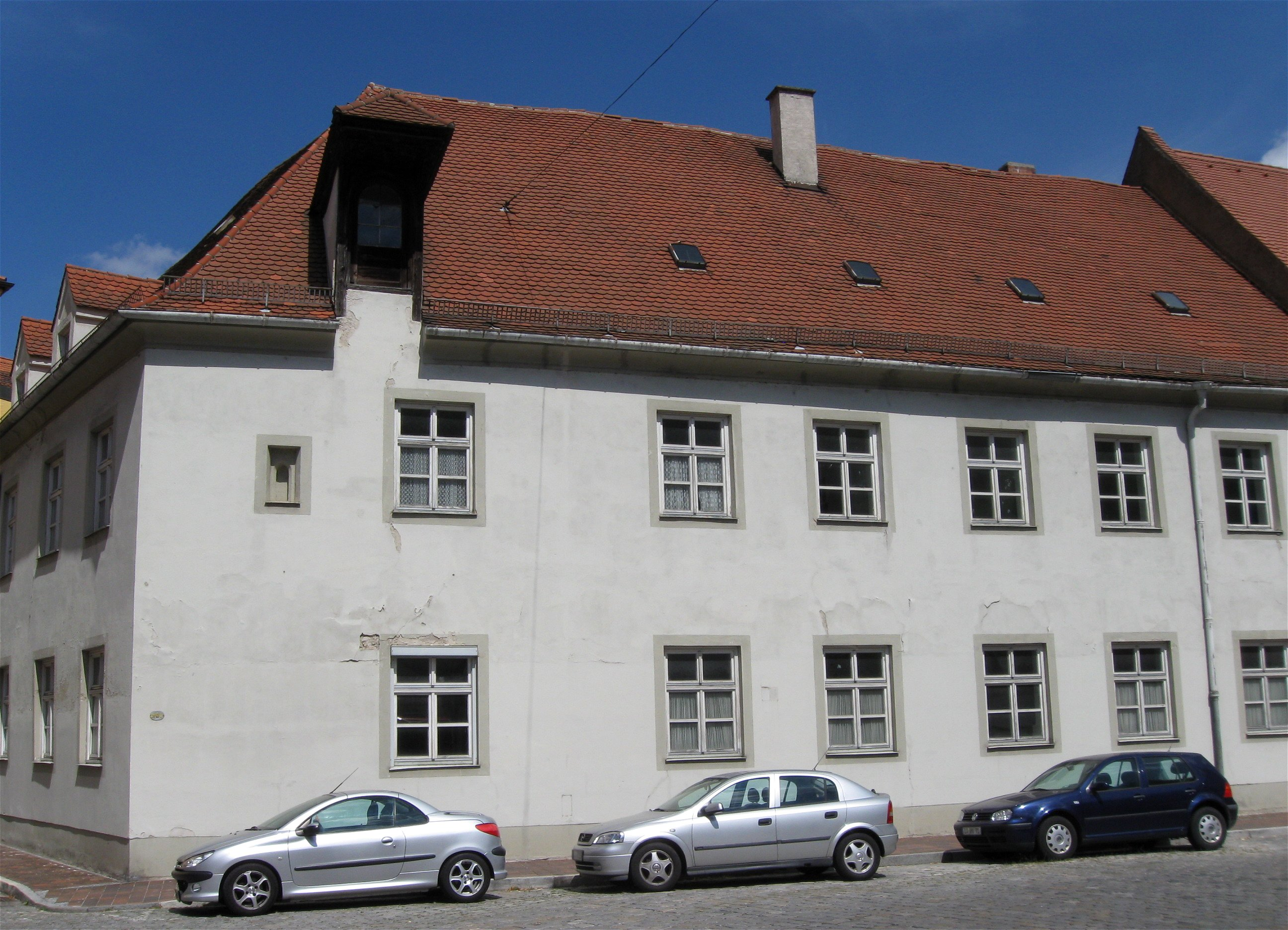
Spiegelgasse 207 Landshut (August 2012 – vor letztem Umbau)

## Geschichte
Im Jahr 1475 wurde der Gebäudekomplex erstmals erwähnt. In dieser Zeit sind mehrere Besitzer höheren (adligen) Standes (Staudacher/Zenger/Gumppenberger/Sewbolstorffer) nachgewiesen.
1570 erscheint das Gebäude im Sandenerschen Stadtmodell.
Um das Jahr 1598 wurde das Gebäude teilweise abgebrochen und neu errichtet. Und im gleichen Jahr wurde es ein Verwaltungsgebäude des Kollegiatstiftes St Martin und St. Kastulus. Im ersten Geschoss wurde ein Raum für die Geistlichen eingebaut. Der Grund dafür war, dass das Stift St. Kastulus in diesem Jahr durch den bayerischen Herzog Wilhelm V. von Moosburg nach Landshut verlegt und an St. Martin angegliedert wurde.
In der Säkularisationszeit wurde das Stift 1803 aufgehoben, das Gebäude ging 1804 in den Besitz des Staates über.
Ab dem Jahr 1806 nutzte der Staat das Gebäude als Fronfeste. Dazu wurde es umgebaut. Im Hof (nach Südosten hin) wurden etliche Funktionsbauten eingefügt (Waschhaus, Pferde-, Hühner-, Schweinestall, Wagenremise) und der Hof wurde als Würzgarten genutzt und besaß sogar Nussbäume. Im Jahr 1857 wurde das Gebäude erweitert.
1908 verkaufte der Bayerische Staat das Gebäude an die Stadt Landshut. Im Anschluss nutzte ein Pfandleihhaus im Gebäude bis 1922 einige Räume. Ab 1920 zog das Wohlfahrtsamt (Sozialamt) in das Gebäude. Diese Nutzung endete im Jahr 2005. In den Jahren 1934 und 1935 wurden im ersten Obergeschoss einige Räume als „Museum der Strafjustiz“ genutzt.
Von 2005 bis 2012 stand das Gebäude leer und wurde nicht genutzt.
2012 kaufte die Lebenshilfe e. V. das Bauwerk von der Stadt Landshut. Mitte des Jahres 2014 wurde die Sanierung und der Umbau abgeschlossen, die Lebenshilfe e. V. bezog den sanierten Gebäudekomplex. Am 25. August des Jahres 2014 eröffnete das Café der Lebenshilfe im Erdgeschoss.